# 니시카마쿠라촌
니시카마쿠라촌(일본어: 西鎌倉村)은 일본 가나가와현의 중남부 가마쿠라군에 속했던 촌이다.

## 연혁
- 1889년 4월 1일 - 정촌제 시행에 의해 하세촌, 사카노시타촌, 고쿠라쿠지촌, 란쿄자이모쿠자촌 및 오마치촌의 일부가 합병해, 니시카마쿠라촌이 되었다.
- 1892년 5월 21일 - 히가시카마쿠라촌과 가마쿠라 동서 조합촌을 결성하고 조합회가 개설되었다.
- 1894년 7월 7일 - 히가시카마쿠라촌과 합병해 시를 승격하여 가마쿠라정이 되었다.

## 참고 문헌
- 『鎌倉議会史（記述編）』鎌倉市議会、1969年。
- 角川日本地名大辞典編纂委員会,『角川日本地名大辞典 神奈川県』1984, 角川書店